# Kaspersky Internet Security для Android
Kaspersky Internet Security for Android — программа для защиты устройств на ОС Android от сетевых атак, вредоносного ПО и SMS-спама, а также для защиты данных, находящихся на устройстве, в случае его потери, пришедшая на смену Kaspersky Mobile Security.

## Преимущества
- Блокировка телефона, в случае потери или кражи, а также возможность удалённо определить местонахождение устройства с помощью GPS.
- Шифрование данных.
- Защита от мобильных вирусов в режиме реального времени.
- Облачная защита ( Kaspersky Security Network ).
- Автоматическое обновление антивирусных баз.
- Ограничение исходящих вызовов и SMS-сообщений — функция «Родительский контроль».
- Анти-вор. Если ваш телефон потерян или украден, вы сможете его удаленно Заблокировать, сделав свои данные недоступными для посторонних. Для этого достаточно отправить SMS с паролем на свой номер. При необходимости вы также сможете Удалить данные на смартфоне, отправив на него специальное SMS. Также при удаленной блокировке на экране смартфона появится сообщение о том, как вернуть аппарат законному владельцу. С помощью технологии GPS Поиск вы сможете определить, где находится ваш телефон. В ответ на специальное SMS вы получите ссылку с указанием местонахождения смартфона на карте Google Maps. Сменить SIM-карту на украденном смартфоне — первая мысль похитителя. SIM Контроль автоматически заблокирует смартфон при смене SIM-карты и незаметно сообщит настоящему владельцу новый номер телефона.

## Основные функции
- Антивирусная проверка встроенной памяти телефона, а также карт памяти по требованию.
- Проверка всех входящих или модифицируемых объектов без участия пользователя.
- Полная антивирусная проверка по расписанию в удобное для пользователя время.
- Встроенный файервол для ограничения определённых соединений.
- Защита от нежелательных сообщений (спама) и звонков.
- Поиск потерянного или украденного телефона. Вы сможете определить местонахождение пропавшего телефона с помощью функции GPS Поиск. Защита контактов, фото и файлов от попадания в чужие руки. Если ваш смартфон был потерян или украден, вы сможете удаленно его заблокировать или стереть на нём все данные. Также вы сможете хранить свои файлы в зашифрованных папках.
- Родительский контроль с функцией GPS Поиск. Вы сможете ограничить звонки и SMS вашего ребёнка (например, на платные номера, сервисы «для взрослых» и т.д.).  А благодаря функции GPS Поиск вы всегда будете в курсе того, где он находится.
- Личные контакты. Вы можете пометить некоторые контакты или телефонные номера как «личные» — и одним нажатием клавиши скрыть все, что к ним относится (записи в книге контактов, SMS, информацию о звонках). При этом ваш телефон не будет заблокирован — им смогут воспользоваться другие, но они не увидят то, что вы хотели бы сохранить в тайне. Поддерживаются контакты как из памяти телефона, так и с SIM-карты. Доступ к настройке «Личных контактов» защищен паролем. Переход в скрытый режим возможен: вручную, автоматически через заданный период времени, удалённо с помощью специального SMS, отправленного на свой номер.

## Системные требования
- Смарфоны и планшеты Android
- Минимальное разрешение экрана 320 х 480
- Android 4.4+
- Интернет-соединение для активации продукта, получения обновлений и доступа к некоторым функциям